# Rijksstad Esslingen
De rijksstad Esslingen (Duits: Reichsstadt Esslingen, vroeger Eslingen) was van 1229 tot 1803 een Rijksstad binnen het Heilige Roomse Rijk. In 1500 werd de stadstaat ingedeeld bij de Zwabische Kreits.

## Geschiedenis
In 777 wordt de plaats voor het eerst in een oorkonde vermeld. Abt Fulrad von Saint-Denis vermaakte de "sechste Zelle" aan de overzijde van de Neckar aan het klooster Saint Denis bij Parijs. In 866 verkreeg Esslingen het marktrecht en van 950 tot 1050 had Esslingen een eigen munt. Keizer Frederik II verleende Esslingen in 1212 stadsrechten. De stad kreeg de status van rijksstad door uitbreiding van de stadsrechten in 1229.In de 16e eeuw kreeg de stad van Keizer Karel V een aristocratische constitutie, die tot 1803 van kracht bleef.
Het gebied bestond naast de stad ook uit een dozijn dorpen op de rechteroever van de Neckar en de gasthuisdorpen Deizisau, Möhringen en Vaihingen.
In de Reichsdeputationshauptschluss van 25 februari 1803 wordt in paragraaf 6 de inlijving bij het nieuwe keurvorstendom Württemberg vastgesteld.